# 山陰イエローハット
株式会社山陰イエローハット（さんいんイエローハット）は、島根県出雲市に本社を置く、イエローハットグループの企業である。島根県及び鳥取県を営業エリアとし、同社の連結子会社である。

## 沿革
- 2016年（平成28年）11月 - 株式会社イエローハットによって設立される。資本金は5000万円
- 2017年（平成29年）3月 - 山陰エリアの経営の効率化と強化を図るため、これまでジュンテンドーが運営していた4店舗（松江店、米子店、出雲店、伯耆店）の事業譲渡を受ける[3]。

## 店舗
※島根県西部の浜田店および益田高津店は別会社島根イエローハットの運営

### 島根県

#### 出雲市
- 出雲斐川店(本社所在地)
- 出雲店

#### 大田市
- 大田長久店

#### 松江市
- 松江店

### 鳥取県

#### 鳥取市
- 鳥取店（スーパーモール鳥取内）

#### 倉吉市
- 倉吉店

#### 米子市
- 米子淀江店
- 米子店

#### 境港市
- 境港店

#### 伯耆町
- 伯耆店